# Kupinec
Kupinec är en ort i Kroatien.   Den ligger i länet Zagrebs län, i den centrala delen av landet, 23 km sydväst om huvudstaden Zagreb. Kupinec ligger 142 meter över havet och antalet invånare är 876.
Terrängen runt Kupinec är platt. Runt Kupinec är det mycket glesbefolkat, med 5 invånare per kvadratkilometer. Närmaste större samhälle är Stenjevec, 18,2 km norr om Kupinec. Omgivningarna runt Kupinec är en mosaik av jordbruksmark och naturlig växtlighet.